# Vua hóa cò (hoạt họa, 1981)
Vua hóa cò (tiếng Nga: Халиф-аист) là một phim hoạt họa của đạo diễn Valery Ugarov, xuất bản năm 1981.

## Nội dung
Một caliph buồn chán mơ về một cuộc sống mà không phải lo lắng. Anh nhìn ra cửa sổ những con cò đang nhảy múa và ghen tị với chúng. Khi đang ở trong đồ đạc cá nhân của một tên trộm bị bắt, anh ta tìm thấy một chiếc hộp với một loại bột bí ẩn và một ghi chú bằng tiếng Latin. Tên trộm sở hữu chiếc quan tài này hóa ra là một thầy phù thủy độc ác và tiết lộ cho caliph bí mật của loại bột này: nó cho phép bạn biến thành bất kỳ con vật nào và hiểu ngôn ngữ của động vật - chỉ cần hít vào bột thuốc và nói từ ma thuật "mutabor". Để đảo ngược, bạn cần nói lại từ đó. Tuy nhiên, có một điều kiện: dưới ảnh hưởng của bột trong mọi trường hợp không thể cười, bởi vì cùng lúc đó, từ ma thuật bị lãng quên.
Đầu tiên, caliph biến thành một con cá, sau đó thành một con nhện và cuối cùng thành một con cò. Trong vỏ bọc của một con cò, anh ta nói chuyện với một con cò và nhảy với cô, và đến một lúc nào đó bắt đầu cười. Kết quả là, con cò quên từ "mutabor", và bây giờ không thể quay trở lại thế giới của con người. Caliph tìm thấy con kỳ nhông cùng người bất hạnh xảy ra. Tuy nhiên, cô biết nơi để tìm phù thủy độc ác. Lẻn vào tu viện của kẻ thù, họ nghe lén từ ma thuật và một lần nữa trở thành người.
Caliph đưa ra lời cầu hôn với con kỳ nhông trước đây, và giờ là một nàng tiên xinh đẹp. Tuy nhiên, sau này từ chối caliph, với lý do cần phải giúp đỡ người khác bị mê hoặc. Caliph trở về cung điện của mình và thả một con chim trong chuồng.

## Lồng tiếng
- Innokenty Smoktunovsky... Caliph
- Natalya Selezneva... Cò
- Inna Churikova... Tiên
- Vasily Livanov... Thầy phù thủy độc ác
- Yury Yakovlev... Vizier của Caliph (chưa được công nhận)
- Garri Bardin... Phù thủy
- Zinaida Naryshkina... Phù thủy / cá

## Vinh danh
- Liên hoan phim Liên minh XV (Tallinn, 1982)